# كوليت سويفت
كوليت سويفت (بالإنجليزية: Colette Swift)‏ هي دراجة أيرلندية، ولدت في 28 يوليو 1973 في جزيرة أيرلندا في جمهورية أيرلندا.